# Стенников, Афонасий Фёдорович
Афонасий (Афанасий) Фёдорович Стенников (4 сентября 1904, Речкино, Тобольская губерния — 9 ноября 1979, Курган) — старший сержант Советской Армии, участник Великой Отечественной войны, Герой Советского Союза (1946). До и после войны работал комбайнером.

## Биография
Афонасий Стенников родился 4 сентября 1904 года в семье крестьянина-середняка в селе Речкино (Речкинское) Усть-Суерской волости Курганского уезда Тобольской губернии, ныне село входит в  Белозерский муниципальный округ Курганской области. Русский.
Окончил Речкинскую церковно-приходскую школу. До 1929 года работал в хозяйстве отца.
В 1929 году вступил в коммуну имени Ленина Речкинского сельсовета Белозерского района. В 1931 году семья подверглась раскулачиванию и высылке в Ленинск-Кузнецкий район Западно-Сибирского края и работал там в плодоовощном совхозе подсобного хозяйства рудоуправления «Горняк» до 1934 года. 
В 1934 году переехал в Шербакульский район Омской области, окончил курсы механизаторов, работал трактористом и комбайнером в Борисовском зерносовхозе.
В ноябре 1941 года был призван на службу в Рабоче-крестьянскую Красную Армию и направлен на фронт Великой Отечественной войны.
В 1943 году участвовал в Орловско-Курском сражении.
К апрелю 1945 года старший сержант Афонасий Стенников был командиром орудия 2-й батареи 1957-го истребительно-противотанкового артиллерийского краснознамённого полка 40-й отдельной истребительно-противотанковой артиллерийской бригады РГК 3-й ударной армии 1-го Белорусского фронта. Отличился во время штурма Берлина. 30 апреля 1945 года расчёт Стенникова одним из первых переправился через Шпрее и принял активное участие в штурме здания Рейхсканцелярии. Установив своё орудие за колоннами парадного входа в Рейхсканцелярию, Стенников вёл огонь по Рейхстагу, подавив несколько огневых точек противника. Во время боёв за Рейхстаг Стенников во главе одного из отрядов уничтожил около 50 солдат и офицеров противника.
Указом Президиума Верховного Совета СССР от 15 мая 1946 года за доблесть, мужество и геройство, проявленные в боях при форсировании реки Шпре, захвате переправы и штурме Рейхстага старший сержант Афонасий Стенников был удостоен высокого звания Героя Советского Союза с вручением ордена Ленина и медали «Золотая Звезда» за номером 8142.
Демобилизован по Указу Президиума Верховного Совета СССР от 23 июня 1945 года «О демобилизации старших возрастов личного состава действующей армии». 
Работал комбайнёром в Славянском совхозе Шербакульского района Омской области.
Переехал в Курганскую область. Был одним из лучших комбайнеров Шмаковской МТС Курганского района Курганской области.
С 1955 года проживал в деревне Зайково Введенского сельсовета Курганского района Курганской области (с 2004 года деревня в черте города Кургана) и работал в должности комбайнера Курганской МТС. В 1958 году МТС упразднены. Работал в колхозе «14-й Октябрь». С 1959 года на пенсии.
С 1968 года жил в городе Кургане. Беспартийный.
Афонасий Фёдорович Стенников умер 9 ноября 1979 года, похоронен на кладбище села Кетово Кетовского сельсовета Кетовского района Курганской области, ныне село — административный центр Кетовского муниципального округа той же области.

## Награды
- Звание Героя Советского Союза, 15 мая 1946 года[6][1]
  - Орден Ленина
  - Медаль «Золотая Звезда» № 8142
- Орден Славы 3-й степени, 26 февраля 1945 года[7][1]
- медали, в т.ч.:
  - Медаль «За отвагу», дважды: 3 августа 1943 года[8], 21 сентября 1944 года[9]
  - Юбилейная медаль «В ознаменование 100-летия со дня рождения Владимира Ильича Ленина»[10];
  - Медаль «За победу над Германией в Великой Отечественной войне 1941—1945 гг.»;
  - Юбилейная медаль «Двадцать лет Победы в Великой Отечественной войне 1941—1945 гг.»;
  - Юбилейная медаль «Тридцать лет Победы в Великой Отечественной войне 1941—1945 гг.»;
  - Медаль «За взятие Берлина»;
  - Медаль «За освобождение Варшавы»;
  - Медаль «За освоение целинных земель»[1];
- Орден «За заслуги перед Отечеством» 1-й степени, Германская Демократическая Республика.

## Память
- Мемориальная доска на здании Муниципального бюджетного общеобразовательного учреждения «Шербакульская средняя общеобразовательная школа № 1» Шербакульского муниципального района Омской области, установлена 4 мая 2012 года
- Мемориальная доска на доме, который сам построил и с 1955 года по 1968 год проживал Герой, г. Курган, пос. Зайково, ул. Советская, 27, установлена 6 мая 2015 года[11][12].

## Семья
Афонасий Стенников был женат, жена Анна Гавриловна. В семье было десять детей — пять сыновей и пять дочерей. Двое старших сыновей работали механиками в совхозах, третий — шофер, еще двое — слесари. 